# Neobezzia fittkaui
Neobezzia fittkaui är en tvåvingeart som beskrevs av Wirth och Ratanaworabhan 1972. Neobezzia fittkaui ingår i släktet Neobezzia och familjen svidknott. Inga underarter finns listade i Catalogue of Life.